# Campionato asiatico femminile di pallacanestro 1976
Il 6º Campionato Asiatico Femminile di Pallacanestro FIBA (noto anche come FIBA Asia Championship for Women 1976) si è svolto ad Hong Kong, dal 2 al 12 novembre 1976.
I Campionati asiatici femminili di pallacanestro sono una manifestazione biennale tra le squadre nazionali organizzato dalla FIBA Asia.

## Squadre partecipanti
- Corea del Sud
- Giappone
- Cina
- Malaysia
- Filippine
- Hong Kong
- Singapore

## Risultati
| Squadra       | Partite giocate | Vinte | Perse | Punti fatti | Punti subiti | Differenza | Punti |
| ------------- | --------------- | ----- | ----- | ----------- | ------------ | ---------- | ----- |
| Cina          | 6               | 6     | 0     | 586         | 282          | +404       | 12    |
| Corea del Sud | 6               | 5     | 1     | 688         | 231          | +457       | 11    |
| Giappone      | 6               | 4     | 2     | 449         | 348          | +101       | 10    |
| Malaysia      | 6               | 3     | 3     | 346         | 526          | −180       | 9     |
| Singapore     | 6               | 2     | 4     | 289         | 467          | −178       | 8     |
| Filippine     | 6               | 1     | 5     | 304         | 561          | −257       | 7     |
| Hong Kong     | 6               | 0     | 6     | 295         | 542          | −247       | 6     |

## Classifica finale
| Posizione | Squadra       | Vinte/Perse |
| --------- | ------------- | ----------- |
| Oro       | Cina          | 6-0         |
| Argento   | Corea del Sud | 5-1         |
| Bronzo    | Giappone      | 4-2         |
| 4         | Malaysia      | 3-3         |
| 5         | Singapore     | 2-4         |
| 6         | Filippine     | 1-5         |
| 7         | Hong Kong     | 0-6         |

## Campione d'Asia
| Campione d'Asia | Campione d'Asia | Campione d'Asia | Campione d'Asia |
| --------------- | --------------- | --------------- | --------------- |
| Cina            |                 |                 |                 |